# Awa III Royel
Mar Awa III (oryg. David Royel, ur. 4 lipca 1975 w Chicago) – duchowny Asyryjskiego Kościoła Wschodu, od 2008 biskup Kalifornii,  patriarcha-katolikos Asyryjskiego Kościoła Wschodu od 2021.

## Życiorys
Święcenia diakonatu przyjął 19 stycznia 1992, a prezbiteratu 23 maja 1995. Sakrę biskupią otrzymał 30 listopada 2008 roku jako biskup Kalifornii. Pełni także funkcję sekretarza Świętego Synodu.
9 września 2021 został wybrany przez Synod Asyryjskiego Kościoła Wschodu na katolikosa-patriarchę. Jego intronizacja odbyła się 13 września 2021 w Katedrze św. Jana Chrzciciela w Irbilu.